# Song Duan
Song Duan (宋端S, Sòng DuānP; Dalian, 2 agosto 1995) è una calciatrice cinese, attaccante del Dalian e della nazionale cinese.

## Carriera

### Club
Song arriva alla squadra del Dalian Aerbin nel 2013, condividendo con le compagne la conquista del primo posto a fine campionato.

### Nazionale
Song viene convocata dalla federazione calcistica della Cina (CFA) per indossare la maglia della formazione Under-16 impegnata al Campionato asiatico 2011, torneo che serve anche a determinare le tre nazionali giovanili che parteciperanno al Mondiale di Azerbaigian 2012, riservato alle formazioni Under-17.
La Cina, nazione organizzatrice, ottiene il terzo posto e il conseguente accesso al Mondiale di categoria per la prima volta nella sua storia sportiva, con Song che durante il torneo si mette in luce siglando, il 5 novembre, la doppietta che fissa il risultato sul definitivo 3-0 nell'incontro con le pari età dell'Australia. Il tecnico Zhang Chonglai la inserisce nella rosa delle ragazze Under-17 che partecipano ad Azerbaigian 2012 e la impiega in due dei tre incontri disputati dalla sua nazionale nel gruppo D dove, con una vittoria, 4-0 sull'Uruguay, un pareggio, 1-1 con la Germania e la sconfitta per 2-0 con il Ghana, la Cina si classifica al terzo posto nel girone venendo eliminata alla fase a gironi.
Per esordire nella nazionale maggiore deve attendere il 2017, quando il Commissario tecnico Bruno Bini inizia a convocarla in occasione di due amichevoli nell'aprile di quell'anno con Corea del Nord, persa 1-0, e Finlandia, dove al 70' segna la sua prima rete con le rose d'acciaio fissando il risultato sul 4-2 per la sua nazionale.
Con la panchina della nazionale affidata all'islandese Sigurður Ragnar Eyjólfsson Song viene convocata con più regolarità, inserendola in rosa con la squadra che disputa l'edizione 2018 dell'Algarve Cup, dove la Cina conclude con un modesto undicesimo posto ottenuto superando in recupero la Russia per 2-1 grazie alla sua rete fissa il risultato al 70', e un mese più tardi con quella che compete alla Coppa delle nazioni asiatiche di Giordania 2018, dove si mette il luce nell'incontro inaugurale del 6 aprile vinta 4-0 con la Thailandia, siglando due delle reti della sua nazionale e fornendo l'assist a quella di Li Ying. Durante il torneo scende in campo in tutti i cinque incontri giocati dalla sua nazionale, siglando altre due reti, quella del parziale 3-1 sulla Giordania, incontro poi terminato 8-1 per le asiatiche, e quella che al 61' porta sul parziale di 3-0 la finale per il terzo posto con la Thailandia, incontro poi terminato 3-1 per la Cina, e che vale l'accesso al Mondiale di Francia 2019.
Nel 2019 il nuovo selezionatore della nazionale Jia Xiuquan la inserisce nella lista delle 23 calciatrici convocate che affrontano la fase finale di Francia 2019.

## Palmarès

### Club
- Campionato cinese: 4

Dalian Aerbin: 2013
Dalian Quanjian: 2016, 2017, 2018